# Домбаровка (река)
Домбаровка — река в России, протекает по Домбаровскому району Оренбургской области. Устье реки находится в 34 км от устья Камсака по левому берегу. Длина реки составляет 20 км.

## Данные водного реестра
По данным государственного водного реестра России относится к Уральскому бассейновому округу, водохозяйственный участок реки — Урал от Ириклинского гидроузла до города Орск. Речной бассейн реки — Урал (российская часть бассейна).
Код объекта в государственном водном реестре — 12010000412112200003888.